# Buk lesní a dub letní v Doubravě
Buk lesní a dub letní v Doubravě je dvojice památných stromů, buku lesního (Fagus sylvatica) a dubu letního (Quercus robur) v západní části Doubravy, místní části obce Lipová v okrese Cheb v Karlovarském kraji. Dub je zdravý, ale z buku se vylomila silná větev a porušila jeho stabilita. Za památné byla dvojice stromů vyhlášena v roce 1985 pro jejich významný vzrůst. 

## Stromy v okolí
- Doubravský buk
- Alej Doubrava
- Valdštejnův dub
- Lípa v Salajně